# Paraskeva
Paraskeva (řecky Παρασκευή, „dobrý“ pátek) je ženské křestní jméno. Z jeho dalších variant lze uvést jména Paraskevi, Petka, Pjatnica a další.

## Nositelky jména

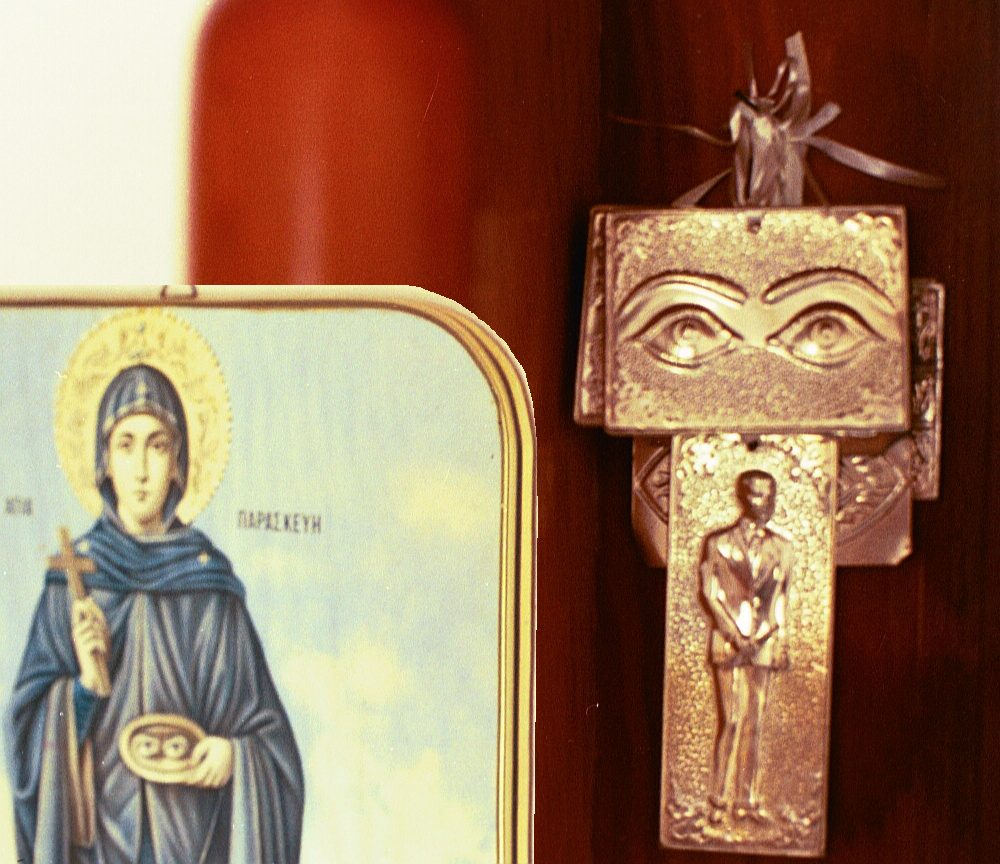
Ikona svaté Paraskevy Římské, zobrazené s dvěma očními bulvami

Jméno neslo několik svatých: řecky Αγία Παρασκευή, bulharsky Света Петка Параскева, makedonsky Света Петка, rumunsky Sfânta Cuvioasă Parascheva, rusky Svyeta Paraskeva-Pyatnitsa, srbsky Света Петка Параскева, uznávaných zejména pravoslavnou církví:
- sv. Paraskeva Římská – římská mučednice ze 2. století, uctívaná zvláště Řeky; její jméno nese athénské předměstí Agia Paraskevi. Je jí přisuzována schopnost uzdravovat slepotu, neboť podle tradice navrátila zrak Antoninu Piu, jenž ji předtím nechal mučit. Pius ji pak propustil a přikázal ukončit pronásledování křesťanů. Paraskeva zemřela mučednickou smrtí za císaře Marka Aurelia. Připomíná se 26. července podle gregoriánského kalendáře nebo 8. srpna podle juliánského kalendáře.
- sv. Paraskava ze Samaří – sestra svaté Fotiny ze Samaří, již nechal umučit císař Nero. Její památka se slaví 20. března.
- sv. Paraskeva z Ikonia – mučednice z Ikonia ze 3. století, uctívaná zvláště Rusi. Rusové ji považují za patronku obchodníků a ochranitelku rodinného štěstí. Připomíná se 28. října, nazývána bývá též Pjatnica.
- sv. Paraskeva Srbská – asketka z 11. století. Narodila se ve městě Epibatu nedaleko Konstantinopole na pobřeží Marmarského moře. Stala se asketkou a mnoho let žila o samotě. Do Epibatu se vrátila dva roky před svou smrtí. Uctívána je obzvláště na Balkáně. Její ostatky byly uchovávány od roku 1238 do pádu Bulharska do područí Osmanské říše v Tărnovu. Její neporušené ostatky byly přeneseny do metropolitní katedrály v Iaşi. Připomíná se 14. října.